# Hemicalyptris
Hemicalyptris é um gênero de mariposa pertencente à família Acrolepiidae.